# Centralna vojna bolnica na Paliluli
Centralna vojna bolnica na Paliluli bila je jedna od prvih vojnosanitetskih ustanova Kneževine Srbije osnovana u Beogradu u nenamenski građenoj zgradi za kasarnu, 1837. godine.
Ona je istorijski gledano, bila jedan od prvih skromnih soldačkih špitalja (vojna bolnica), počev od one u savamalskoj kasarni iz 1836. godine do današnje Vojnomedicinske akademije, koja je u kontinuitetu gledano nastala iz vojnih bolnica u Beogradu na šest lokacija, postepeno prerastajući od najrudimentarnijih oblika iz 19. veka, preko onih savremenijih u 20. veku, do današnje vrhunske zdravstvene, naučnoistraživačke i edukativne ustanove u Srbiji u 21. veku.

## Uslovi koji su prethodili osnivanju bonice
Posle završetka Drugog srpskog ustanka 1815. godine i nakon dobijanja određene autonomije od strane turskih vlasti, u Kneževini Srbiji započete su prve aktivnosti za izgradnju srpske nacionalne privrede, kulture, obrazovanja i zdravstva. U tom istorijskom razdoblju to nije bilo lako ostvariti jer je Srbija posle Prvog i Drugog srpskog ustanka bila u dobroj meri nedefinisana vazalna tvorevina Osmanskog carstva, bez domaćih školovanih kadrova, siromašna i u svakom pogledu krajnje nerazvijena, bez ustava kao osnovnog zakona i sa „Narodnom skupštinom kojom se upravljalo ad hoc, uglavnom voljom njenog još nedovoljno sigurnog vladara, nepismenog kneza Miloša Obrenovića.”
Izvestan red u sve to trebalo je da unese prvi srpski ustav, poznat kao „Sretenjski ustav“, koji je donet na zasedanju Narodne skupštine u Kragujevcu 2. februara 1835. (po starom kalendaru). Iz njerga je proistekla „Uredba o sastavu državnog sovjeta“ u čijem se članu 167 navodi da se Popečiteljstvo vojenih djela ima „.. starati o sredstvima, kojima bi se zdravlje vojnika održalo, i o bolnicama i drugim za vojsku poleznima zavedenijama“. Kako taj slobodoumni ustav nikada nije stupio na snagu (zbog protivljenja kako Turske, tako i Rusije i Austrije) ,sve do donošenja novog (nametnutoga ustava iz decembra 1838), Srbijom se upravljalo iz kneževe kancelarije u okviru koje je funkcionisala i Vojeno policajna kancelarija, osnovana 1835/36.
Ubrzo je Kneževina Srbija, dobila i mogućnost osnivanja prvih vojnih jedinica, kada je 1835. godine predloženo šest popečitelja, među kojima je bio i popečitelj vojeni dela, u čiji je delokrug spadala i briga o zdravlju vojnika i stanju u bolnicama. Međutim, umesto popečiteljstva vojenih dela formirano je već pomenuta Vojeno policajna kancelarija i stajaća vojska. Tako je posle kabadahija, pandura i upisanih pandura koji su korišćeni za održanje reda, Srbija je regrutovanjem dobila po prvi put vojnike, kojima su za oficire postavljeni mladići povratnici sa školovanja u Rusiji. Tako je 1836. godine, vojska brojala 1.500 — 2.000 vojnika (soldati i kneževa gvardija). Stvaranje regularne vojske i jačanje kneževine trebalo je da prati razvoj i normalno funkcionisanje svih delatnosti potrebnih za seosko i gradsko stanovništvo u Srbiji. Stabilizacija političkih i privrednih prilika stvorila je pogodan teren za razvitak zdravstvenih prilika u Kneževini Srbiji. sanitetske i bolničke službe, kao i izgraditi odgovarajuće zgrada za njihov smeštaj. Tako se počelo sa organizovanjem bolnica u mestima gde će postojati garnizoni — u Kragujevcu, Beogradu i Požarevcu“, gde su se nalazili kneževi dvorovi u kojima je on boravio, kao i jedinice gvardije (Požarevac i Kragujevac), odnosno četa od 250 vojnika (Beograd). Naravno, to nisu bile bolnice u današnjem smislu te reči, već mnogo prostije siromašne i improvizovane ustanove.

Improvizacija u postojećim jedinicama Gvardije bila je primarni način zdravstvene zaštite, jed su npr. „o njim brinuli retki građanski lekari koji su se u njoj nahodili u službi”. Kako je to u praksi izgledalo, govori jedno pismo Ilije Momirovića, 
„kapetana ot Gvardije“ iz 1830. koji iz Požarevca moli kneza „da naznači jednog doktora koji bi...bolesnike nadgledavao“.
Potom je knez (da bi Srbijom lakše upravljao) izvršio njenu podelu na četiri „komande“ (administrativne i vojno-policijske jedinice) u koje je 1836. godine postavio po jednog lekara čija je dužnost bila da se brine o zdravlju naroda i vojnika: Tako su te godina postavljeni u:
- Podrinsko-savskoj komandi (Šabac), dr Emerih Lindenmajer
- Moravsko-podrinskoj komandi (Čačak), dr Karlo Beloni
- Dunavsko-Timočkoj komandi (Negotin), dr Josip Rebrić
- „Sredotočnoj“ komandi (Kragujevac), dr Karlo Pacek, koji je bio i knežev lični lekar.
- Komandi Gvardije u Požarevcu (gde se nalazila kneževa porodica), dr Maksim Nikolić-Miškovičev, kao „pridvorni“ lekar, koji je istovremeno brinuo o zdravlju kneževe porodive i gvardje.[7]

U navedenim garnizonima početo je sa osnivanjem bolnica, koje su se to mogle nazvati bolnicama u „najrudimentarnijem” obliku? Zaključak proističe iz činjenica — da su njima vladali minimalni uslovi, prilika koje su onda vladale u Srbiji i stepena medicinskih dostignuća uopšte. A to se u ovim bolnicama svodilo, na ispunjavanje sledeća pet uslova: 
- 1. postojanje posebnih prostorija (zgrade) za smeštaj osoblja i bolesnika,
- 2. minimalna opremljenost nameštajem i drugim potrepštinama,
- 3. obezbeđena ishrana bolesnika,
- 4. mogućnost redovnog snabdevanja lekovima, i
- 5. prisustvo stalnog lekara i pomoćnog osoblja.

Prema onome što je danas poznato, prva četiri uslova ispunjavale su samo tri bolnice, a peti samo delimično.
Pretpostavlja se da je Prva Vojna bolnica u Beogradu, ujedno i prva zdravstvena ustanova u ovom gradu bio - „Soldatečki špitalj”, odnosno garnizonska bolnica, koja se nalazila, prema pismu Tome Vučića-Perišića, upućenog knezu u Kragujevac 13/25. januara 1837, u novopodignutoj pešadijskoj Velikoj kasarni u Savamali, čiji je gabarit ucrtan na Jankeovom planu iz 1842. godine (a delovi su sačuvani i danas u kompleksu stare zgrade Generalštaba u ulici Kneza Miloša). Ova bolnica je (prema dokumentima iz Arhiva Srbije), imala svoga stalnog lekara, ispunjavajući tako svih pet uslova, koja jedna bolnica mora da ima. Za prvog stalnog lekara postavljen je dr Lindenmajer, nakon njegove prekomande iz Šapca u Beograd. Tako je početkom 1837. godine garnizon u Beogradu, sa 250 redovnih soldata iz regrutovanog kontingenta dobio prvu vojnu bolnicu.

## Istorija
Osnivanju Centralna vojna bolnica na Paliluli, predhodili su sledeći događaji. U zimu 1837/38. godine među vojnicima u Beogradskom garnizonu pojavila se epidemija velikih boginja, a potom i trbušnog tifusa od koga je oboleo i sam lekar bolnice dr Beloni. Da bi se zdravi vojnici zaštitili od zaraze, bolnica je i savamalske kasarne, na predlog dr Belonija preseljena u novu zgradu varoškog suda „koja je stajala na sred jedne livade ispod sadašnjeg Zelenog venca“. U ovoj zgradi bilo je namešteno 60 postelja, mada je u vrhuncu epidemije u njima bilo smešteno i do 80 bolesnika. Po ozdravljenju maja 1838. dr Beloni je premešten u Kragujevac, a u bolnicu je poslat dr Herman Majnert. Vojska se nije dugo zadržala u toj kasarni, već je premeštena u Topčider (verovatno krajem proleća 1839. godine).

Septembra 1838.godine na osnovu jedne od poslednjih odluka kneza Miloša pre abdikacije (13/25. juna 1839) 
„dr Beloni bude vraćen u Beograd da premesti vojnu bolnicu u zgradu koja. se zove Palilulska kasarna i koja u to doba beše završena.“ i cela ustupljena vojnoj bolnici.
 Ova Miloševa odluka izazvala je sporenja unutar Popečiteljstva vnutrenih dela — između građanske (koja je deo zgrade tražila za bolnicu beogradske opštine) i vojne grupe popečitelja (koja se tome opirala). Spor je rešen u korist vojske, ali je u zgradi ostala uskladištena i vojna oprema.

## Razmeštaj
Prema sačuvanom prvom detaljnom opisu rasporeda prostorija u vojnoj bolnici je bio sledeći. : 
Gornji sprat
Na gornjem spratu bile su sobe za oficire (1), špitaljske sluge (1), špitaljski cajghaus — za prljavo rublje i odeću (1), za vnutrene bolesnike (1), za spoljne bolesnike (1), za šugave (2), za prezdravele (1), 
Prizemlje
Na donjem spratu (prizemlju) bile su sobe za mrtvace (1), za kupanje bolesnika (1), za posteljne stvari (1).
Ovakav prostorni raspored omogućavao je konforan smeštaj oko 50 bolesnika, sa podelom na grupe oboljenja prema ondašnjem shvatanju, kao i za smeštaj osoblja, među kojima su bila i „dva momka za posluživanje bolesnika i dve sluškinje za pranje i za posao oko mrtvaca“.
Iako je ovakvo rešenje za vojnu bolnicu bilo veliki napredak u odnosu na ranije stanje, mora se podvući da je ovo bilo privremeno rešenje jer je prva namenska zgrada za Centralni vojeni špitalj bila podignuta tek kasnije i da nisu tačne tvrdnje iznete od nekih savremenih autora 18 da je ova zgrada u Paliluli zidana od početka za vojnu bolnicu. 

## Izgled
Centralna vojnoj bolnica smeštenoj u kompleksu Palilulske kasarne, iako svedenog klasicističkog oblikovanje, kao i sva druga državna zdanja, ona je nastala u vreme prve vlade kneza Miloša Obrenovića, tridestih godina 19. veka, sa relativno dobrim funkcionalnikm karakteristikama. Međutim i pored skromnog klasicističkog oblikovanja, ova nenamenska bolnička zgrada imala je novi evropejski lik u perifernim delovima Beograda gde je još uvek preovladavala orijentalna arhitektura. Pored pravilnih urbanih blokova u novim delovima grada, oko ove nenamenske bolnice na Paliluli (koja je nešto kasnije porušena) začeti su i prvi javni prostori, kao što je bio Palilulski trg sa česmom u blizini Palilulske kasarne.
Smatra se da je kasarna imala podužni gabarit, sa po pet soba sa svake strane, i da se nalazila na prostranom placu između današnjih ulica Takovske i Đušine.
Zgrada je imala paravougaoni korpus sa dva bočna, neznatno izbačena krila, sa prizemljem i spratom, sa podužnim pravougaonim gabaritom na kome su se sa prednje strane isticala dva bočna rizalita, krila (možda sporedna stepeništa, jer je na jednom bio ulaz). Zgrada je bila racionalne simetrične kompozicije glavnog pročelja, sa ulazom u središtu i nizovima dvokrilnih prozora, veoma skromnog oblikovanja, bez dekorativne obrade, osim horizontalnog međuspratnog venca. Prozori su grupisani po četiri i tri, verovatno su iza njih bile velike sobe za bolesnike, a nalazili su se sa obe strane centralne ose u kojoj je u prizemlju bio ulaz, a na spratu jedan prozor. Na osnovu sačuvanih dokumenta zna se da je zgrada na spratu imala 7 odeljenja, a u prizemlju 10 prostorija.
Mada su Palilulska kasarna i bolnica bile u blizini izvora pijaće vode, one nisu imale dobre higijenske uslove, o čemu svedoći epidemija tifusa iz 1838, zbog čega je bolnica iseljena i privremeno premeštena u novu zgradu Varoškog suda (kod Zelenog venca, u Jug-Bogdanovoj ulici), a zatim ponovo vraćena u Palilulsku kasarnu gde je zauzimala celu zgradu. Na osnovu sačuvanih dokumenata saznajemo da je Popečiteljstvo vnutreni djela predlagalo da se polovina zgrade ustupi građanskoj bolnici, ali se Glavni stab vojske tome usprotivio.
Mada su Palilulska kasarna i bolnica očito imale određene građevinske i funkcionalne nedostatke, one su bile među prvim državnim zdanjima podignutim početkom 19. veka u novim perifernim delovima varoši i njihovom izgradnjom je iniciran kasniji razvoj i izgradnja celog Palilulskog kraja, posebno od početka šezdesetih godina kada je u blizini trga izgrađena i prva Varoška bolnica, a kasnije uređena i botanička bašta Velike škole – Jevremovac.

## Muzeum redkosti
U Centralnoj vojnoj bolnici na palililuli bio je smešten i Muzeum redkosti u jednoj od većih bolničkih prostorija, u desnom krilu prizemlja. Iako se nalazio uz lekarsku kancelariju, jedini ulaz Muzeum je imao iz jedne manje prostorije označene u skici Bolnice iz 1872. godine kao „soba za oružje bolničarske trupe“. Dimenzije prostorije, koja je bila dugačka 7,4, a široka 6,5 metara i imalo površinu 48,1 m2, ukazuje na dve činjenice — da je Muzej smatran veoma važnim delom Bolnice i da je pristup muzejskoj prostoriji bio strogo kontrolisan.
Njegovo osnivanje u okrilju Vojnog saniteta bilo je određeno dvema činjenicama – pokretanjem ideje od strane vojnih lekara i prilaganje u inicijalni fond Muzeja, predmete koji su bili njihovo vlasništvo, a drugo, Vojna bolnica je u to vreme imala odgovarajući smeštaj, za razliku od građanske bolnice u Beogradu, koja je bila smeštena u malim i nepodesnim kućama uzetim pod zakup,koje su najčešće bile nedovoljne i za smeštaj bolesnika.

## Prestanak rada
Prva namenska zgrada za vojnu bolnicu u Beogradu počela je da se gradi nekoliko godina kasnije, od useljenja bolnice u palilulsku kasarnu na mestu na kome se danas nalazi III beogradska gimnazija, na uglu ulica Njegoševe i Kralja Milutina i u tu zgradu će se vojna bolnica sa Palilule preseliti 1848 godine.

Iako se od preseljenja u ovu zgradu mnogo očekivalo, jer je bila zidana namenski, obezbeđujući prostor za 120 udobno raspoređenih postelja i sve pomoćne potrebe, 
Ona se od početka pokazala i nesolidno građenom i sa više ozbiljnih propusta u obezbeđivanju potrebnih higijenskih uslova, od kojih je najteži bio neobezbeđenost snabdevanja vodom na licu mesta i neodgovarajućim projektom sanitarija, od čega je bolnica hronično patila, uz mnogobrojne popravke i prepravke, sve do preseljenja, krajem prve decenije XX veka, u kompleks na Vračaru, odakle će se, već kao Vojnomedicinska akademija, u novoj Jugoslaviji, preseliti u sadašnji savremeni objekat.

## Napomene
1. ↑  U šest soba kasarne ostale su smeštene „municija sa arsenalom vojniškim.“[10]
2. ↑  Ovaj oblik odgovara pojedinim prikazima bolnice na starim razglednicama sa početka XX veka.

## Literatura
- Aleksandar S. Nedok Osnivanje i počeci rada prve vojne bolnice u Beogradu Vojnosanitetski pregled Volumen 66, Broj 3
- Nightingale F. Notes on hospitals. London: Longman, Green, Longman, Roberts and 7. Green; 1863.
- Burpee H. History of Healthcare Architecture. Mahlum Architects Healthcare Design Insights. 2008.

## Spoljašnje veze
- VMA u prošlosti